# The End of the World (Skeeter Davis)
The End of the World è un brano musicale scritto da Arthur Kent e Sylvia Dee e pubblicato come singolo discografico dalla cantante statunitense Skeeter Davis nel 1962.

## Tracce
- 7"

1. The End of the World
2. Somebody Loves You

## Cover
- La cantante e attrice statunitense Julie London ha interpretato il brano nel suo LP del 1963 intitolato anch'esso The End of the World.
- La cantante britannica Sonia ha pubblicato una cover del brano nel 1990 come singolo estratto dal suo album di debutto Everybody Knows.